# Sevan Lacus
Pour les articles homonymes, voir Sevan (homonymie).
Sevan Lacus est un lac de Titan, satellite naturel de Saturne.

## Caractéristiques
Son diamètre est de 46,9 km.
Le nom de ce lac a été donné en référence au lac Sevan, un lac d'Arménie.